# 俗語
俗語就是慣用語，指約定俗成，廣泛流行於某時某地的口語。從廣義來看，俗語包括諺語、歇後語（引註語）、常用的成語，但不包括並不通俗和古雅書面語中的成語，或名著中的名言警句；從狹義來看，俗語是具有地區特點的語言。俗語來源很廣，既來自人民群眾的口頭創作，也和詩文名句、格言警語、歷史典故等有關連。

## 名稱與範圍
俗語歷史久，使用廣，名目繁多，說法不一，有：「里言」、「俚言」、「鄉言」、「俗言」、「傳言」、「常言」、「邇言」、「恆言」；「里諺」、「野諺」、「古諺」、「鄉諺」、「俗諺」；「里語」、「俚語」、「民語」、「常語」、「古語」、「直語」、「鄙語」、「諺語」；「俗話」、「古話」、「煉話」、「常談」、「俗談」、「方言土語」、「街談巷語」等。可見，歷來人們對於俗語的理解並不一致。
「俗語」一詞，始見於中國西漢司馬遷《史記·滑稽列傳》附褚少孫補寫的《西門豹治鄴》一文：「民人俗語曰：『即不為河伯娶婦，水來漂沒，溺其人民』云。」這裏的「俗語」一詞，是指民間流傳的說法。
後來，劉向《說苑·貴德》和班固《漢書·路溫舒傳》引述路溫舒寫給漢宣帝信中的話語，正式用「俗語」來指通俗、形象、廣泛流行在人群眾中的定型語句：「故俗語云：『畫地作獄，議不可入；刻木為吏，期不可對。』此皆疾吏之風，悲痛之辭也。」（《說苑·貴德》）「故俗語云：『畫地作獄，議不入；刻木為吏，期不對。』此皆疾吏之風，悲痛之辭也。」（《漢書·路溫舒傳》）
《新五代史·卷三十二·死節傳·王彥章傳》中记载，「彥章武人不知書，常為俚語謂人曰：豹死留皮，人死留名！」。

## 與諺語等熟語的區別

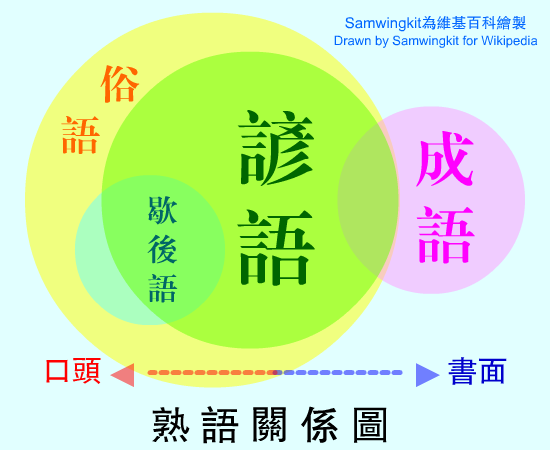
熟語關係圖

## 語義
1. 字面意義和實際意義相同
這類俗語望文生義，比較容易理解。例如，「不打不相識」，意思就是「雙方本來不相識，經過相打之後認識了」。
2. 字面意義和實際意義不同
3. 同時具有字面意義和實際意義

## 修辭手法
俗語最常用的修辭手法有比喻、比擬、借代、誇張、雙關、對偶、頂真、映襯、層遞等。

### 比喻
比喻是俗語最常用的修辭手法，這類俗語往往用人們非常熟悉的事物，如飛禽走獸、花草樹木、農田作物、生活用品等，來說明抽象、陌生的事物，使深奧的道理變得淺顯易懂。
例如，「兵敗如山倒」用的是明喻，用「如」把本體「兵敗」和喻體「山倒」連接起來，比喻軍隊戰敗；又如「窮人一條心，黃土變成金」，在本體和喻體間用「是」連接起來，比喻黃土能變成金子，人能由窮變富；借喻手法俗語運用得最普遍，好像「紅花還得綠葉扶」，就是把喻體「紅花還得綠葉扶」當成本體來說，比喻即使一個有本領、有能力的人也需要別人幫助。

### 比擬
比擬分為擬人和擬物，前者就是把物擬作人，後者就是把人擬作物。這種修辭手法往往帶有諷刺、憎惡意味，用來突出人物待徵，特別是思想品德、精神面貌、言行舉止等，使形象更鮮明、更生動。
例如，「黃鼠狼給雞拜年」用的是擬人，黃鼠狼人格化了，賦予人的活動，黃鼠狼本來是吃雞，卻去給雞拜年，比喻人為裝友善，別有用心；「賴狗扶不上牆」是擬物，把不成器的人比擬成「賴狗」，說人無用，扶植不起來。

### 借代
借代是不把要說的人或事物直接說出來，而是借用與其有密切關係的其他事物或名稱代替。借代可以是：借本體事物最突出的特徵代替本體事物；借與本體事物有密切關係的其他事物代替本體事物；借本體事物的一部分代替本體事物；借本體事物產生的結果代替本體事物等。俗語簡短，借體必須在形象、性質上有顯著、典型的特徵，使人一目了然。
例如，「撿了芝麻丟了西瓜」，「芝麻」代替小事，「西瓜」代替大事、重要事情；「情人眼裏出西施」句用中國古代美女「西施」代指美女；「三百六十行，行行出狀元」，「狀元」就代替了傑出人物；至於「家家有本難唸的經」，「難唸的經」就是為難的事情了。

### 誇張
誇張，顧名思義是要故意把事實誇大或縮小，達到修辭效果。誇張一般分為直接誇張和融合誇張兩種。前者是直接突出、誇大或縮小事物的某種特徵，把事物說得比實際更好，更強烈；後者是運用比喻、比擬、借代，與誇張相融合的表現形式，用來加強誇張的意味。
例如，「人老骨頭硬，鐵打都不動」，用「鐵」來誇大體頭之硬，比喻人越老越堅強；「一尺水，百丈波」，「一尺水」說成能抓起「百丈波」，不言而喻，這是誇大事實；「一腳踢倒泰山，一步邁進黃河」比喻人心情急切，想一下子把事辦好，而事實上，泰山是一腳踢不到的，黃河是一步邁不過去的；還有，「早上浮雲走，後晌曬死狗」，用「曬死狗」誇大天氣熱的程度。

### 雙關
雙關是利用詞語的不同含義或讀音相同、相近的特點，表面上說一件事，而實際上替的是另一件事。俗語中，借義雙關和詣聲雙關用得較多。借義相關是利用詞語的不同含義構成的雙關，諧聲雙關是利用詞語的讀音相同或相近構成的雙關。
例如，「火燒芭蕉心不死」，表面上說的是芭蕉的「心」不死，實際上是指人心不死，比喻不甘失敗，或不肯罷休；「驢唇不對馬嘴」、「牛頭不對（搭）馬嘴」。表面上說的是「驢唇」對不上「馬嘴」，實指兩方面或兩件事不相符合；「跳進黃河洗不清」表面上說的是，人跳進黃河也洗不清身子，實際意義是人的冤屈無法辯白，恥辱洗不掉；又如，「鐵公雞一毛不拔」，表面上說的是鐵製的公雞拔不下一根羽毛，實際上說是說人吝嗇，一毛不拔。

### 對偶
對偶就是把兩個結構相同或相似、意思相關、字數相等的短語或句子對稱地排列在一起。比如「眼盲無畏虎豹，耳聾不怕火炮」，比喻不識相、不長眼。「太歲頭上動土，祝融廟裏放火」比喻去招惹很兇惡的人。閩南俗諺「放疼飛，捏驚死」，捉到一隻小鳥，放手怕它飛走，捏住怕它死掉。比喻猶豫不決、患得患失。

### 頂真
頂真，亦稱頂針、聯珠、蟬聯，是一種修辭方法，是指上句的結尾與下句的開頭使用相同的字或詞，用以修飾兩句子的聲韻的方法。使用這個方式時，毋須限制上下句的字數或平仄，但上下句交接點一定要使用相同的字或詞。

#### 連珠法
連珠法的頂真是句與句之間的頂真。例如：「歸來見天子，天子坐明堂。」（出自《木蘭辭》。）「軍書十二卷，卷卷有爺名。」（出自《木蘭辭》。）「忽聞海上有仙山，山在虛無縹緲間。」（出自《長恨歌》。）
在語文中，把兩種不同，特別是相反的觀念或事實，對列起來，兩相比較，從而使語氣增強，使意義更明顯，即為映襯。